# Lukáš Vydra
Lukáš Vydra (né le 23 août 1973) est un athlète tchèque spécialiste du 800 mètres. Il mesure 1,73 m pour 60 kg.

## Biographie
Vydra obtient ses meilleurs résultats durant la saison 1998, en terminant 2e du 800 mètres de la coupe d'Europe des nations en 1 min 45 s 92, derrière l'Italien Andrea Longo, puis en remportant la médaille de bronze aux championnats d'Europe de Budapest, derrière l'Allemand Nils Schumann et le Suisse André Bucher. La même année, il établit un record national de 1 min 44 s 84 en terminant 6e de la première course, au Weltklasse de Zurich.

### Palmarès
| Date | Compétition           | Lieu     | Résultat | Performance   |
| ---- | --------------------- | -------- | -------- | ------------- |
| 1998 | Championnats d'Europe | Budapest | 3e       | 1 min 45 s 23 |

### Records
| Épreuve      | Épreuve   | Performance   | Lieu      | Date            |
| ------------ | --------- | ------------- | --------- | --------------- |
| 500 mètres   | Plein air | 1 min 05 s 78 | Prague    | 3 mai 2002      |
| 800 mètres   | Plein air | 1 min 44 s 84 | Zurich    | 12 août 1998    |
| 800 mètres   | Salle     | 1 min 47 s 12 | Prague    | 4 février 1998  |
| 1 000 mètres | Plein air | 2 min 16 s 56 | Stockholm | 5 août 1998     |
| 1 000 mètres | Salle     | 2 min 20 s 62 | Halle     | 12 février 2001 |